# Lachlan Island (ö i Australien, Tasmanien)
Lachlan Island är en ö i Australien. Den ligger i delstaten Tasmanien, i den sydöstra delen av landet, omkring 59 kilometer nordost om delstatshuvudstaden Hobart.
Genomsnittlig årsnederbörd är 641 millimeter. Den regnigaste månaden är november, med i genomsnitt 98 mm nederbörd, och den torraste är augusti, med 34 mm nederbörd.